# Музей японського мистецтва Ямато Бункакан
Музей японського мистецтва Ямато Бункакан (яп. 秋田県立美術館 平野政吉コレクション) — художній музей в місті Нара (префектура Нара, Японія). Створений 1960 року, призначений для зберігання і показу колекції азійського мистецтва корпорації Kintetsu (Kinki Nippon Railway Co., Ltd. до 27 червня 2003 г.).

## Колекція
У музеї зберігаються понад дві тисяч предметів (скульптура, кераміка, лаковані дерев'яні вироби, вироби з металу, картини, гравюри, текстиль та зразки каліграфії) переважно з Японії, Китаю і Кореї. Серед них 4 національних скарба, 31 важливе культурне надбання та 14 важливих творів мистецтва. Директором-засновником музею був мистецтвознавець Юкіо Ясіро.